# Лиза (ураган)
Ураган «Лиза», также «Лайза» (англ. Hurricane Liza) — тихоокеанский тропический ураган 1976 года, вызвавший самое страшное стихийное бедствие в истории Нижней Калифорнии. Семнадцатый тропический циклон, тринадцатый именованный шторм, и восьмой ураган Тихоокеанского сезона ураганов 1976 года, Лиза развилась из области нарушенной погоды к юго-западу от мексиканского побережья 25 сентября. Постепенно усиливаясь, система достигла силы тропического шторма на следующий день. В благоприятных условиях Лиза продолжала усиливаться, достигнув ураганной силы 28 сентября после развития глаза бури. 30 сентября ураган достиг своего пика по интенсивности как ураган категории 4 по шкале ураганов Саффира — Симпсона с ветрами 140 миль в час (225 км/ч) и минимальным барометрическим давлением 948 мбар (гПа). Лиза ослабела, когда двинулась на север, в Калифорнийский залив. Вскоре после этого ураган совершил свой второй выход на сушу к северу от Лос-Мочиса (мексиканский штат Синалоа), с ветрами 115 миль в час (185 км/ч), что сделало его одним из 13 штормов, которые вышли на сушу в качестве основных ураганов в Северо-восточном тихоокеанском бассейне. Внутри страны ураган быстро ослабел и рассеялся 2 октября.
До прибытия Лизы жители побережья Калифорнийского залива были эвакуированы, хотя некоторые отказались покидать свои дома. Радиостанции предупредили все ближайшие корабли оставаться в гавани. Лиза принесла сильные осадки в этот район, что вызвало значительное внезапное наводнение. После прорыва плотины у ручья Эль-Кахонсито на окраине Ла-Паса сотни людей были сметены паводковыми водами. В Ла-Пасе, столице штата, 412 человек погибли и 20 000 остались без крова. Почти треть домов в городе были разрушены. По всему штату сообщалось о множестве смертей, но официальные лица подсчитали, что погибло 1000 человек. В штатах Синалоа и Сонора Лиза нанесла умеренный ущерб и оставила без крова от 30 000 до 54 000 человек, а также принесла ещё 155 жертв. Вдоль Калифорнийского залива 108 человек считались погибшими после того, как были потеряны 12 лодок. Остатки шторма позже затронули Соединённые Штаты Америки, принеся умеренные осадки.
После шторма спасатели провели несколько дней, копаясь в грязи, чтобы найти жертв урагана, пока поиски не были прекращены 6 октября. Правительство критиковали за трагедию, сославшись на то, что разрушенная плотина была плохо построена. В целом урагану приписываются по меньшей мере 1263 погибших и ущерб в размере 100 миллионов долларов США (в долларах 1976 года), что делает его одним из самых смертоносных тропических циклонов в восточной части Тихого океана, а также одним из немногих тихоокеанских ураганов, в результате которых погибло более 1000 человек.